# 사가르마타 국립공원

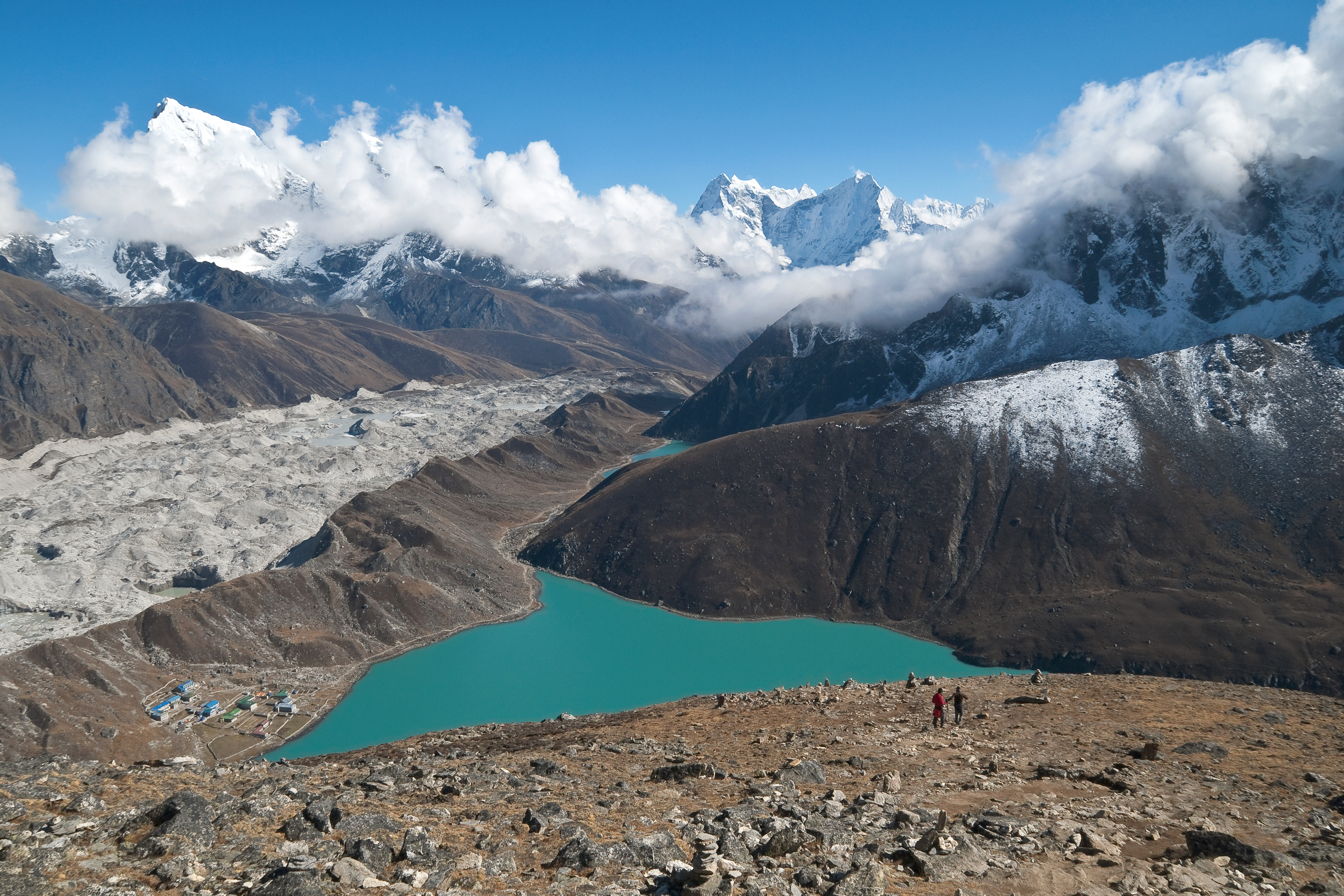

사가르마타 국립공원(Sagarmatha National Park)은 네팔 솔루쿰부 현에 위치한 국립공원이다. 1976년 7월 19일 국립공원으로 지정된 이후 1979년 유네스코 세계문화유산으로 지정되었다.

## 특징
사가르마타 국립공원 내에는 세계 최고봉으로 알려져 있는 에베레스트 산이 있다. 에베레스트산은 히말라야산맥에 포함되며, 에베레스트 산의 극한적인 환경과 등산가들의 극한적인 모험 장소라는 사실 덕분에 세계문화유산으로 지정된 것으로 보인다.
이 국립공원 내에 있는 산을 오를 때 짐을 들어주는 셰르파라는 사람이 있다. 셰르파는 사가르마타 국립공원 내에 약 2500명이 있는 것으로 알려졌으며, 주로 티베트 불교 신자들이다.
또한 사가르마타 국립공원은 다양하고 희귀한 종의 포유류가 살고 있는 생태계의 보고다. 회색랑구르, 자칼, 늑대, 히말라야곰, 레서판다, 노란목도리담비, 족제비, 흰코사향고양이, 눈표범, 히말라야사향노루, 문착, 수마트라산양, 히말라야산양, 산양, 삼바 등의 동물이 살고 있는 것으로 밝혀졌다.
사가르마타 국립공원 내에서 생활하는 셰르파가 아닌 사람들도 있다. 이들은 고지대에 알맞은 독특한 생활 방식을 가지고 있다. 탕보체와 같은 신성한 지역도 많다.

## 같이 보기
- 히말라야산맥
- 에베레스트산
- 세계문화유산